# 크리스토페르 우알렘보
크리스토페르 클라르크 우알렘보(프랑스어: Christopher Clark Oualembo, 1987년 1월 31일 ~ )는 프랑스 출신 콩고 민주 공화국의 전 축구 선수이다.

## 구단 경력
우알렘보는 파리 생제르맹에서 선수 생활을 시작했다. 그 후 2006-07 시즌 US 케빌리에 입단했다. 2007년 1월 레반테 UD로 이적했고 2008년 5월 클럽을 떠났다. 2009년 7월 30일 몬차에 입단했다. 2012년 1월 22일 체르노모레츠 부르가스와 계약했다. 2012년 6월 초에 방출되었다. 2012년 10월 15일 레히아 그단스크와 계약했다.
폴란드에서 두 시즌을 보낸 후, 우알렘보는 아카데미카 드 코임브라와 2년 계약을 맺으며 포르투갈로 이적했다. 그는 0-2로 패한 벤피카와의 홈경기에서 데뷔 전을 치렀다.

## 국가대표팀 경력
그는 2008년 6월 8일 가봉과의 경기에서 콩고 민주 공화국 국가대표팀으로 첫 선발되었다. 그는 90분 동안 경기를 한다. 2015년 1월, 그는 2015년 아프리카 네이션스컵에 참가하기 위해 콩고 민주 공화국 국가대표팀으로 소집되었다. 불행하게도, 그는 이 대회에서 어떤 경기도 하지 않는다. 그러나 3월, 그는 콩고 민주 공화국의 국기를 단 마지막 경기 이후로 4년 반 동안 준비되어 있던 국가대표 유니폼을 다시 입는다.